# 채널 4 뉴스
채널 4 뉴스(Channel 4 News)는 영국의 채널 4방송의 대표 보도방송 프로그램의 이름이다. 영국의 ITN(Independent Television News)에서 위탁제작하고 있다. 이 방송의 여는 곡은 Alan Hawkshaw가 작곡한 "Best Endeavours"이다.

## 현재 방송중인 프로그램들

### 채널 4 뉴스
채널 4 뉴스는 채널 4 방송의 대표 뉴스 프로그램 이름으로서, 영국 현지시각으로 월요일부터 목요일까지 저녁 7시부터 7시 55분(7시 55분부터 8시까지는 날씨 및 광고 또는 프로그램 예고), 그리고 금요일에는 저녁 7시부터 30분간, 주말에는 저녁 6시 30분부터 30분간 방송된다. 존 스노 대표앵커(main presenter)가 평일 방송을 진행하고, 크리쉬넌 구루-머피와 알렉스 톰슨 그리고 사미라 아메드 앵커, 이들 중 한 사람이 평일 대표앵커의 부재시 또는 주말의 방송을 진행한다. 대한민국의 문화방송 뉴스데스크와 유사한 성격의 보도 전문 프로그램으로서 영국과 전 세계의 각종 언론상들을 수상하였다.

### 채널 4 뉴스 단신
2000년대 후반의 전 세계적 경제위기 여파에 의한 ITN의 결정에 따라, 채널 4 정오 뉴스(Channel 4 News at Noon)를 대체하여 2009년 12월 21일부터 5분 동안 평일 주요 소식들을 요약하여 날씨와 함께 보도한다. 채널 4 뉴스(저녁시간)의 부진행자들이 번갈아가며 진행하고 있다.

## 방송 구성원

### 대표 진행자
- 1982 - 1989 피터 시손스 앵커
- 1989 - 현재 존 스노 앵커

### 부진행자, 기자 및 특파원들
| - Samira Ahmed - Judy Aslett - Tom Clarke - Benjamin Cohen - Carl Dinnen - Gary Gibbon - Nicholas Glass - Krishnan Guru-Murthy - Lindsey Hilsum - Faisal Islam - Simon Israel | - Victoria MacDonald - Lucy Manning - Nick Martin - Jonathan Miller - Kylie Morris - Bridgid Nzekwu - Cathy Newman - Katie Razzall - Emily Reuben - Jonathan Rugman - Julian Rush | - Darshna Soni - John Sparks - Lindsay Taylor - Alex Thomson - Sue Turton - Roz Upton - Nick Paton Walsh |

## 주요 역사적 사건의 특종보도
2003년, 이 방송은 이른바 도지 도시어(Dodgy Dossier 또는 Iraq Dossier, 이라크전쟁 참전과 관련된 영국 정부의 비밀 문건)사건을 특종 보도하여, 영국의 정치 및 사회에 큰 파장을 일으켰다.